# Индокитайский тигр
Индокита́йский тигр — популяция подвида тигра Panthera tigris tigris, населяющей Камбоджу, Лаос, Малайзию, Бирму, Таиланд и Вьетнам. Ранее рассматривалась как самостоятельный подвид P. t. corbetti, названный в честь английского натуралиста Джима Корбетта (1875—1955).

## Внешний вид
Индокитайский тигр меньше, чем бенгальский и амурский популяции. Самец индокитайского тигра достигает длины 2,55—2,85 м, имеет массу тела от 150 до 195 кг (хотя встречаются и более крупные экземпляры, весом свыше 250 кг). Самка индокитайского тигра достигает 2,30—2,55 м в длину и имеет массу тела от 100 до 130 кг. Голова меньше, чем у бенгальского тигра, окрас темный, с более короткими и узкими полосами.

## Образ жизни
Индокитайский тигр одиночное животное. Из-за их скрытности, их трудно наблюдать в дикой природе, так что есть немного данных об их образе жизни.
Индокитайские тигры охотятся в основном на средних и крупных копытных. Индийские замбары, кабаны, сероу, и большие полорогие, такие как бантенги и молодые гауры составляют большую часть рациона индокитайского тигра. Тем не менее во многих районах Юго-Восточной Азии популяция копытных животных была сильно истощена, из-за незаконной охоты. Некоторые виды, такие как купрей и олень Шомбурга были истреблены, а олень-лира, свиной олень и азиатский буйвол стали редкими видами. В таких местах тигры вынуждены охотиться на меньшую добычу, например на мунтжака, дикобраза, макаку, свиного барсука. Однако, малой добычи едва хватает для удовлетворения потребностей такого большого и активного хищника как тигра, и недостаточно для его воспроизводства. Этот фактор в сочетании с браконьерством является основной причиной сокращения популяции индокитайского тигра во всем ареале.
Индокитайские тигры спариваются в течение всего года, но чаще всего с ноября по апрель. После беременности, которая продолжается приблизительно 103 дня, самка тигра способна родить до семи детёнышей (в среднем рождается 2-3 тигрёнка). Тигрята рождаются слепыми и беспомощными, но уже через 6-8 дней прозревают. В течение первого года жизни погибает 35 % тигрят. Уже в 18 месяцев тигрята покидают мать, и начинают жить самостоятельно. Самки данной популяции достигают половой зрелости в 3,5 года. а самцы в 5 лет.

## Популяция
Количество особей его популяции, по разным источникам, составляет от 1200 до 1800 животных, более верной признаётся оценка, более близкая к нижнему значению этого интервала. Крупнейшая популяция существует в Малайзии. Браконьерство в этой стране суровыми мерами сведено к незначительным объёмам, но популяция тигров находится под угрозой из-за фрагментации ареалов и инбридинга. Во Вьетнаме почти три четверти тигров были уничтожены с целью продажи органов, из которых изготавливают средства китайской медицины.